# Tangent Comics
Tangent Comics é uma linha de histórias em quadrinhos americanas do gênero superaventura lançada pela DC Comics entre 1997 e 1998, editora de Superman, Batman, entre outros As revistas lançadas sob esse selo eram todas de super-heróis também, mas as histórias se passavam em outro universo, um universo paralelo à Terra ativa.

A proposta e coordenação do Universo Tangent foram feitas por Dan Jurgens (A Morte do Superman), que também roteirizou a revista da Patrulha do Destino dessa linha.
No universo Tangent, apenas os nomes dos personagens foram replicados, havendo às vezes profundas diferenças entre alguns dos personagens deste universo e os dos outros universos. Jurgens disse à revista Wizard que a ideia era criar uma nova Era De Prata, na qual evento semelhante aconteceu e gerou o Flash Barry Allen e o Lanterna Verde Hal Jordan, entre outros.

## Aparições
Durante a saga do Hipertempo (publicada em Superman Premium), o universo Tangent foi definido como uma das linhas temporais que formavam a realidade. Isso é indicado por uma imagem da Flash Tangent. Mas o conceito do Hipertempo foi abandonado.
Durante a Crise Infinita, o Multiverso foi recriado. O Universo Tangent foi mostrado como uma das realidades que o compunham, e batizado como Terra 97 (o número é referência ao seu ano de criação). Hoje a Terra Ativa, após ser sutilmente alterada na Crise Infinita, é conhecida como Nova Terra; a Terra Tangent passou a ser uma das 52 Terras que compõe o novo Multiverso mostrado em 52, e é chamada de Terra 9.
Ao fim da Crise Infinita, dois garotos acham a Lanterna Verde do Universo Tangent numa praia. Eles deixam o artefato escondido na casa da árvore deles, até que a lanterna se ativa e substitui os garotos por dois heróis do seu universo: a Flash e o terceiro Eléktron. Kyle Rayner, agora um novo Íon, vai até a casa e, após estranhar os visitantes e lutar contra eles, é substituído pela guardiã da lanterna. Íon e os garotos foram arremessados na Sangria, o espaço entre os 52 universos, e após um rápido encontro com o Capitão Átomo, voltam a Nova Terra e banem os três intrusos, que já começavam a trocar outras pessoas por habitantes tangentes. Após isso, Kyle entrega a lanterna para Guy Gardner guardar.
A Terra 9 seria visitada pela Liga da Justiça da Nova Terra na maxi-série Tangent: O Reino do Superman. Nela, os heróis tangentes e os da Nova Terra se unem para deter o Superman tangente, que dominou sua Terra e planeja dominar a dos visitantes.

## História
Na Terra Tangent a história teve um caminho diferente no caso da crise dos mísseis de Cuba. Essa pequena alteração gerou outras mais e acabou estabelecendo a identidade da linha de tempo Tangent.

## Guia do Universo Tangent
- Arthur Curry: Piloto itegrante da esquadrilha Capitão Bumerangue, que encontra sua falecida mãe e descobre ser filho do Capitão Bumerangue através da Lanterna Verde.

- Asa Noturna: Organização secreta liderada por um ex-integrante dos Homens Metálicos, que é responsável por diversas conspirações.

- Batman: Aramdura medieval encantada que luta contra o mal, animada por um espírito.

- Capitão Bumerangue: Tanto é o apelido dado a um aviador, devido a sua origem australiana, como também o nome que ele dá a uma empresa de transporte que cria.

- Capitão Cometa: Um dos primeiros super-heróis uniformizados e o primeiro afro-americano. O estilhaço de um meteorito penetrou na cabeça de um homem e lhe deu voo e a capacidade de emitir calor. Morto no caso do Tornado Vermelho, foi revivido pela Lanterna Verde.

- Casa Dos Mistérios: Editora de romances policiais. Entre outros, publicava histórias baseadas nas aventuras de Ron Raymond, um detetive.

- Demônios Do Mar: Mutantes, humanoides com características de criaturas marinhas surgidos do desastre que gerou Nova Atlântida.

- Detetive Chimp: Nickname (apelido) usado por Guy Gardner, que na Terra Tangent é um hacker adolescente.

- Elektron: É o codinome usado por três gerações de homens que possuem poderes atômicos. O visual do personagem lembra o do Superman da Nova Terra, mas seus poderes o aproximam mais do Capitão Átomo.[1]

- Espectro: adolescente que desenvolveu traje que o deixa intangível. O traje tem um visual fantasmagórico para combinar com os poderes.

- Flash: Filha de um casal de astronautas que nasceu na órbita de Júpiter. Pode voar e tem poderes luminosos.

- Homem-Borracha: um androide grande de corpo maleável e moldável.

- Homens Metálicos: Grupo de elite das forças armadas norte-americanas composto por: Lobo, Gavião Negro, Raio Negro e Coveiro.

- Jason Blood: Um pirata que foi o primeiro guardião da Lanterna Verde

- Joe Chill: Cientista que cria a droga que transforma Harvey Dent no Superman.

- Lanterna Verde: Trata-se de uma antiga lanterna japonesa com poderes místicos. A lanterna é sustentada por um bastão e é portada por um guardião. O artefato detecta almas com assuntos inacabados e transporta a si e ao seu guardião até o túmulo onde está enterrado o corpo. Depositada sobre ele, ela restitui a vida ao espírito, dando a ele uma chance de acertar suas pendências.

- Patrulha do Destino: Equipe de viajantes do tempo que aporta no presente com a intenção de impedir uma tragédia global. Eles tentam avisar a humanidade mas são alvos de zombaria (o nome é uma ironia).[1] Membros: Apocalypse (Doomsday), Safira Estrela (Star Sapphire), Águia Flamejante (Firehawk) e Fúria (Rampage).

- Questão: Um supercomputador.

- Ravena: Agente secreta, contato dos Homens Metálicos da Europa Oriental no caso do ´´Tornado Vermelho.

- Renegados: Grupo de heróis que formam a resistência contra o Superman Tangent na maxi-série Tangent Comics: O Reino Do Superman

- Sexteto Secreto: Grupo de heróis formado pela Coringa, Elektron, Flash, Homem-Borracha, Espectro, Caçadora.[1]

- Superman: Trata-se de Harvey Dent, um homem afro-americano que teve-lhe ministrada uma droga desenvolvida por Joe Chill. A droga lhe conferiu grandes poderes psíquicos. Anos depois o Superman iria dominar a Terra Tangent (na saga  Tangent: Superman's Reign, de 2008). O mundo só se livraria de seu julgo com a ajuda de heróis da Nova Terra que tem contrapartes nela.

- Tornado Vermelho: Uma arma da antiga União Soviética, um foguete com agente bioquímico que ia ser disparado.

- Zatanna: A atual guardiã da Lanterna Verde.